# Cenchrus spinifex
Cenchrus spinifex (Cav.), обални чачак или пешчарски чичак, је једногодишња или краткоживећа вишегодишња зељаста биљка из породице Poaceae. 

## Опис
Корен је релативно плитак. Стабло је полегло до усправно, високо 20-50 (100) cm, голо. Сви надземни делови могу имати пурпурно-црвене тачке и линије.
Листови су 6-18 cm дуги и 3-7 mm широки, голи или ретко по ободу длакави. Лигула је замењена венцем длака дугих до 1,5 mm. Класићи су седећи, готово округли, на кратким дршкама, њих 8-20 груписано је у растреситу цваст дугу 4-10 cm.
Цветови су у групама од 2-3 и затворени у инволукрум. Трнови потпуно затварају цвет, а касније и плод. Размножава се семеном, реже вегетативно коренчићима, који крећу с најнижних нодуса стабљике. Једна јединка може да има до 45 стабљика и произведе до 3000 семена. Семе има различити период дормације, нека семена клијају одмах након сазревања, а нека тек након 2-3 године.

## Порекло
Врста води порекло из Јужне и Средње Америке, јужног дела Северне Америке.
У Европу је интродукована случајно, највероватније почетком ХХ века, и то заједно са семеном житарица или закажена за одећу и друге предмете. Осим на ове начине, врста се шири и трансфером земљишта у којем се налази семе врсте, а осим у Европу унета је и натурализована широм света. Када је јави као коров у културама, узнатно повећава трошкове одржавања тих површина, а кака се класићи (чичци) закаче за вуну оваца, отежава се даља препада вуне и умањује њен квалутет.
C. spinifex је сличан врсти C. longispinus (Hack.) Fern. Најважнија разлика између ове две врсте је број бодљи на омотачу плода (инволукруму, плеви) који износи 8-40 (уобичајено 20-30) код врсте C. spinifex, а код врсте C. longispinus 30-75. Најдуже бодље врсте C. spinifex крећу се од 5 mm, а врсте C. longispinus дуже од 5 mm. Врста се може идентификовати тако што се пажљиво ишчупа цео корен, на коме обично остане закачен карактеристичан бодљикави класић (чичак).

## Распрострањење у Србији
Спорадично распрострањена (Војводина, Београд-Ада Циганлија). Популације варирају од свега неколико до више стотина јединки, стога је потенцијално инвазивна на осунчаним местима с релативно отвореним вегетацијским покривачем.

## Станиште
Расте на отвореним, осунчаним и топлим стаништима, на каменитој или песковитој подлози, у оквиру природних травних заједница и на песковитим пашњацима. Честа је биљка на рудералним површинама око путева и пруга, између асфалтних површина и у пукотинама у асфалту, на уређиваним травњацима, као коров воћњака, винограда, окопавина и стрњишта. Периодично нарушавање станишта одговара овој врсти, јер погодује расејавању семена.

## Мере контроле и сузбијања
Може да служи за испашу у раним стадијумима развоја, пре формирања бодљикавих цвасти. Мале групе се могу уклонити руком, чупањем из корена или кошењем, али обавезно пре или на самом почетку цветања да би се спречило формирање семена.

## Синоними
- Cenchrus incertus M.A. Curtis
- Cenchrus pauciflorus Benth.[1]